# Miss Univers 2003
Miss Univers 2003, est la 52e édition du concours de Miss Univers, a eu lieu le 3 juin 2003, au Figali Convention Center, à Panama City, Panama.
Amelia Vega, Miss République dominicaine, a remporté le prix. Elle a été couronnée par Justine Pasek, Miss Panama et Miss Univers 2002 en remplacement d'Oxana Fedorova.

## Résultats

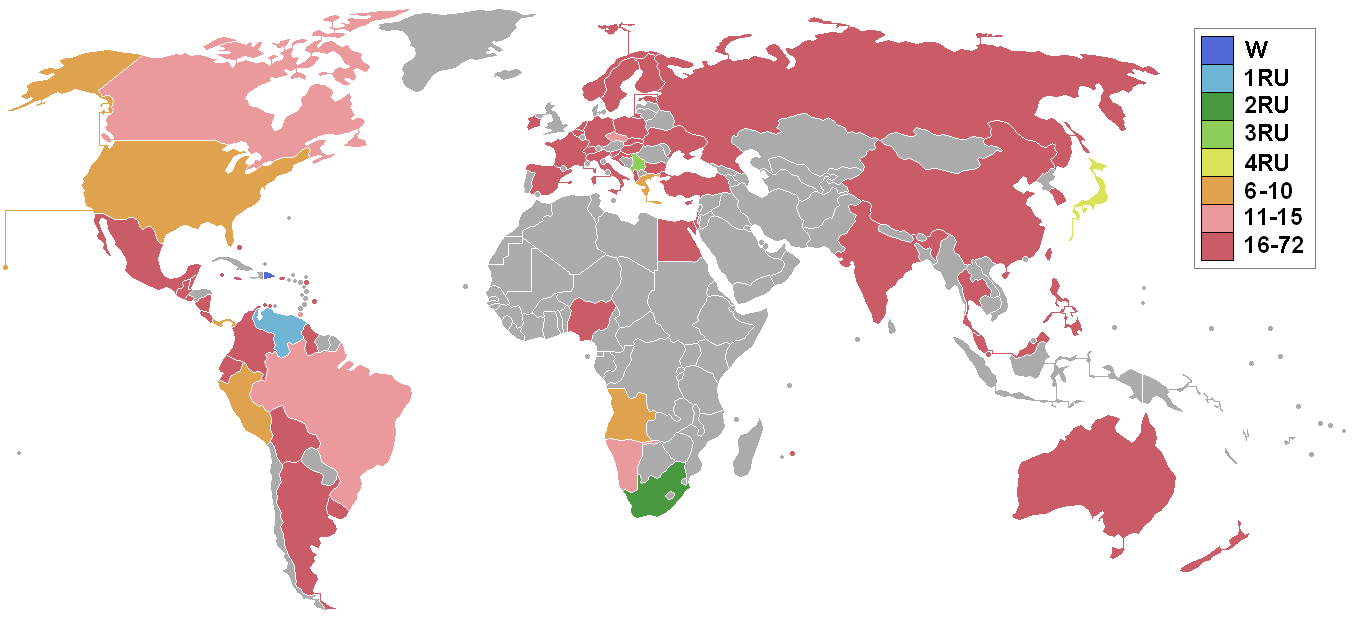
Pays et territoires participants et résultats.

| Résultat final    | Candidate |
| ----------------- | --- |
| Miss Univers 2003 | - République dominicaine - Amelia Vega |
| 1re dauphine      | - Venezuela - Mariángel Ruiz |
| 2e dauphine       | - Afrique du Sud - Cindy Nell |
| 3e dauphine       | - Serbie-et-Monténégro - Sanja Papić |
| 4e dauphine       | - Japon - Miyako Miyazaki |
| Top 10            | - Brésil - Gislaine Ferreira - Namibie - Ndapewa Alfons - Canada - Leanne Marie Cecile - Tchéquie - Kateřina Smrzová - Trinité-et-Tobago - Faye Alibocus |
| Top 15            | - Pérou - Claudia Ortiz - Angola - Ana Sebastião - États-Unis - Susie Castillo - Panama - Stefanie de Roux - Grèce - Marietta Chrousala                  |

## Prix spéciaux
| Prix                      | Candidates                                                                                 |
| ------------------------- | ------------------------------------------------------------------------------------------ |
| Meilleur costume national | - République dominicaine - Amelia Vega - Panama - Stefanie de Roux - Pérou - Claudia Ortiz |
| Miss Sympathie            | - Antigua-et-Barbuda - Kai Davis                                                           |
| Miss Photogénique         | - Porto Rico - Carla Tricoli                                                               |

## Ordre d'annonce des finalistes
| 1. Afrique du Sud 2. Trinité-et-Tobago 3. Venezuela 4. Grèce 5. Panama 6. République tchèque 7. Namibie 8. Canada 9. Brésil 10. Serbie-et-Monténégro 11. États-Unis 12. Angola 13. Japon 14. République dominicaine 15. Pérou | 1. République tchèque 2. Canada 3. Brésil 4. Trinité-et-Tobago 5. Serbie-et-Monténégro 6. Afrique du Sud 7. Namibie 8. Venezuela 9. République dominicaine 10. Japon |

| 1. Venezuela 2. Japon 3. Afrique du Sud 4. République dominicaine 5. Serbie-et-Monténégro |

## Musique
- Divertissement: Chayanne - "Torero"

Toute la musique par Bond.
- Numéro d'ouverture: "Victory"
- Présentation du costume national: "Gypsy Rhapsody "
- Numéro de placement: "Allegretto"
- Concours de robes de soirée: "Shine", "Strange Paradise", "Libertango"
- Concours maillot de bain: "Fuego"

## Juges
- Audrey Quock - Mannequin.
- Roberto Cavalli - Styliste.
- Peter Reckell - Acteur.
- Mathew St. Patrick - Acteur de Six Feet Under.
- Fernanda Tavares - Mannequin.
- Richard Johnson - Chroniqueur de New York Post.
- Deborah Carthy-Deu - Miss Univers 1985.
- Amelia Marshall (en) - Actrice de soap opera.
- María Celeste Arrarás - Animatrice de télévision.

## Candidates
| - Afrique du Sud - Cindy Nell - Albanie - Denisa Kola - Allemagne - Alexsandra Vodjanikova - Angola - Ana Sebastião - Antigua-et-Barbuda - Kai Davis - Argentine - Laura Romero - Aruba - Malayka Rasmijn - Australie - Ashlea Talbot - Bahamas - Nadia Johnson - Barbade - Nadia Forte - Belgique - Julie Taton - Belize - Becky Bernard - Bolivie - Irene Aguilera - Brésil - Gislaine Ferreira - Bulgarie - Elena Tihomirova - Canada - Leanne Marie Cecile - Chine - Wu Wei - Colombie - Diana Mantilla - Corée - Geum Na-na - Costa Rica - Andrea Ovares - Croatie - Ivana Delic - Curaçao - Vanessa van Arendonk - Chypre - Ivi Lazarou - Équateur - Andrea Jácome - Égypte - Nour El-Samary - Espagne - Eva González - Estonie - Katrin Susi - Finlande - Anna Maria Strömberg - France - Emmanuelle Chossat - Grèce - Marietta Chrousala - Guatemala - Florecita de Jesus Cobian Azurdia - Guyana - Leanna Damond - Hongrie - Viktoria Tomozi - Îles Caïmans - Nichelle Welcome - Îles Vierges britanniques - Bethsaida Smith - Îles Mariannes du Nord - Kimberly Castro - Inde - Nikita Anand | - Irlande - Lesley Flood - Israël - Sivan Klein - Italie - Silvia Ceccon - Jamaïque - Michelle Lecky - Japon - Miyako Miyazaki - Malaisie - Elaine Daly - Maurice - Marie-Aimee Bergicourt - Mexique - Marisol González - Namibie - Ndapewa Alfons - Nicaragua - Claudia Salmeron - Nigeria - Celia Ohumotu - Norvège - Hanne-Karine Sørby - Nouvelle-Zélande - Sharee Adams - Panama - Stefanie de Roux - Pays-Bas - Tessa Brix - Pérou - Claudia Ortiz - Philippines - Carla Balingit - Pologne - Iwona Makuch - Porto Rico - Carla Tricoli - République dominicaine - Amelia Vega - Tchéquie - Kateřina Smrzová - Russie - Olesya Bondarenko - Salvador - Diana Valdivieso - Serbie-et-Monténégro - Sanja Papić - Singapour - Bernice Wong - Slovaquie - Petra Mokrošová - Slovénie - Polona Baš - Suède - Helena Stenbäck - Suisse - Nadine Vinzens - Taipei chinois - Szu-Yu Chen (Miss Taiwan) - Thaïlande - Yaowalak Traisurat - Trinité-et-Tobago - Faye Alibocus - Turquie - Özge Ulusoy - Ukraine - Lilja Kopytova - USA - Susie Castillo - Venezuela - Mariángel Ruiz |

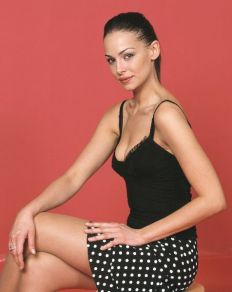
Eva González, Miss Univers Espagne 2003.
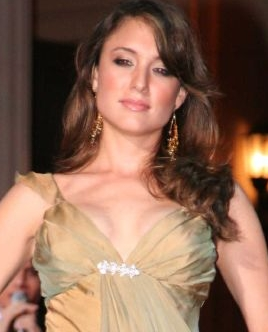
Stefanie de Roux, Miss Univers Panama 2003.
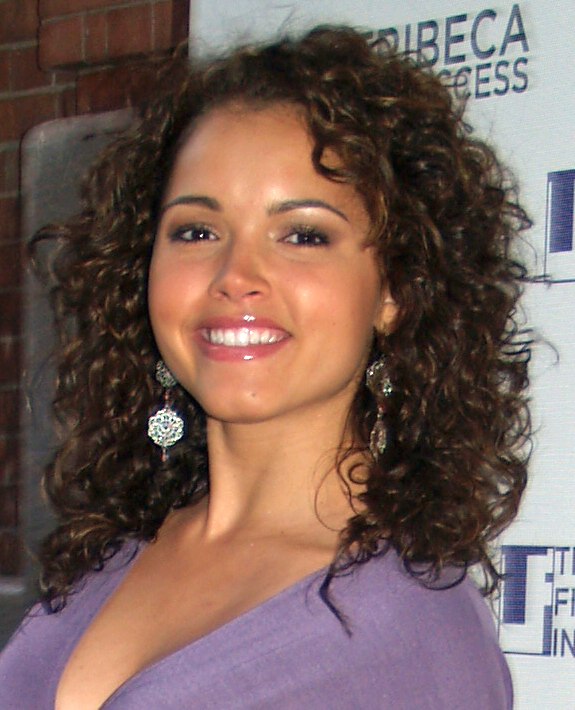
Susie Castillo, Miss Univers USA 2003.

## Observations

### Débuts
- Serbie-et-Monténégro

#### Retours
Dernière participation en 1999
- Barbade.

Dernière participation en 2000
- Belize.

Dernière participation en 2001
- Argentine ;
- Nouvelle-Zélande ;
- Taipei chinois.

### Désistements
- Chili
- Ghana
- Honduras
- Îles Mariannes du Nord
- Îles Vierges britanniques - Bethsaida Smith n'a pas participé au concours.
- Îles Vierges des États-Unis
- Islande - Manuela Ósk Hardardóttir, Miss Islande 2002, a de faire hospitaliser pour des raisons de déshydratation et n'a pas pu participer au concours.
- Kenya
- Portugal
- Paraguay
- Uruguay